# گرونندایش
گرونندایش (به آلمانی: Grünendeich) یک شهر در آلمان است که در Lühe واقع شده‌است. گرونندایش ۱٬۹۹۵ نفر جمعیت دارد.